# ドロシア・プエンテ
ドロシア・ヘレン・プエンテ（英語: Dorothea Helen Puente、1929年2月9日 - 2011年3月27日）は、アメリカ合衆国のシリアルキラー。

## 経歴
1980年代にカリフォルニア州サクラメントで寄宿舎を経営し、慈善家として活動する傍ら高齢者や知的障碍者を殺害し、年金や社会保障費用を不正に現金化し、得ていたことで知られる。
合計で9件のうち3件で有罪判決を受け、仮釈放なしの死刑が確定した。
新聞は『デス・ハウス・ランドレディ』と名付けた。

## 死
チョウチラ刑務所で老衰により82歳で死亡した。